# Dianella brevicaulis
Dianella brevicaulis là một loài thực vật có hoa trong họ Thích diệp thụ. Loài này được (Ostenf.) G.W.Carr & P.F.Horsfall miêu tả khoa học đầu tiên năm 1995.